# ستاییچوو
ستاییچوو (به صربی: Stajićevo) یک منطقهٔ مسکونی در صربستان است که در Zrenjanin City واقع شده‌است. ستاییچوو ۱٬۹۹۹ نفر جمعیت دارد و ۷۶ متر بالاتر از سطح دریا واقع شده‌است.